# Koszary (przystanek kolejowy)
Koszary (ukr. Кошари, ros. Кошары) – przystanek kolejowy w miejscowości Stare Koszary, w rejonie kowelskim, w obwodzie wołyńskim, na Ukrainie.
Przystanek istniał przed II wojną światową.